# Liste der politischen Parteien in Guinea-Bissau
Diese Liste verzeichnet die wichtigsten politischen Parteien in Guinea-Bissau.
Nach der Unabhängigkeit von Portugal 1973 bzw. 1974 und dem anschließenden Einparteiensystem der PAIGC wurde erst 1991 ein Mehrparteiensystem in Guinea-Bissau eingeführt. Die Parteienlandschaft wird seither von der PAIGC und der Partido para a Renovação Social (PRS) dominiert. In Reaktion darauf haben sich am 10. Januar 2014 23 Oppositionsparteien, die den zwei großen Parteien eine Blockade des politischen Lebens im Land vorwerfen, zum Wahlbündnis Fórum Guiné-Bissau zusammengeschlossen. Von diesen 23 Parteien hatte 2014 nur die Partido Republicano da Independência e Desenvolvimento (PRID) einen Parlamentssitz inne.

## Liste politischer Parteien in Guinea-Bissau
- Partido Africano da Independência da Guiné e Cabo Verde (Afrikanische Partei für die Unabhängigkeit von Guinea und Kap Verde, PAIGC)
- Partido para a Renovação Social (Partei der sozialen Erneuerung, PRS)
- Fórum Guiné-Bissau (Forum Guinea-Bissau), Wahlbündnis aus 23 kleineren Oppositionsparteien
- Frente de Libertação e Independência Nacional da Guiné (Front zur Befreiung und der nationalen Unabhängigkeit von Guinea, FLING), nimmt seit 2004 nicht mehr an Wahlen teil